# Call of Duty 4: Modern Warfare
Ne doit pas être confondu avec Call of Duty: Modern Warfare.
Call of Duty 4: Modern Warfare est un jeu vidéo de tir à la première personne développé par Infinity Ward et édité par Activision sur Windows, Mac OS, PlayStation 3, Xbox 360, ainsi qu'en version pour console portable Nintendo DS en novembre 2007. Il est porté sur Wii par Treyarch en novembre 2009, sous-titré Édition Réflexes. Une version remasterisée est sortie sur PlayStation 4, Xbox One et Windows sous le titre Call of Duty : Modern Warfare Remastered. Il est le quatrième opus de la série de jeux vidéo Call of Duty.
Le jeu se déroule à l'époque contemporaine, à la différence des épisodes précédents qui se déroulaient pendant la Seconde Guerre mondiale.
Le jeu connaît deux suites directes nommées Call of Duty: Modern Warfare 2 et Call of Duty: Modern Warfare 3.

## Univers

### Trame
Call of Duty 4: Modern Warfare se déroule en 2011. La Russie est en pleine guerre civile : loyalistes au gouvernement russe contre ultra-nationalistes. Au Moyen-Orient, un puissant pays règne sur une bonne partie de la péninsule arabique avec sa capitale située aux alentours de la frontière irano-irakienne actuelle. Ce pays pétrolier était autrefois une monarchie pro-occidentale, renversée par une révolution avec à sa tête, Khaled Al-Asad devenu par la suite président.
Bien qu'il soit difficile de situer exactement l'année durant laquelle se déroulent les événements du jeu, on peut émettre une hypothèse à partir d'une mission flashback se déroulant 15 ans avant le présent et « une décennie après la catastrophe de Tchernobyl » de 1986, ce qui signifierait le milieu des années 1990. Dans ce cas, le jeu se déroulerait donc aux alentours de 2011 (selon une mission dans MW3). De toute façon, l'action de Modern Warfare fait référence à des personnages fictifs et des évènements imaginaires, ce qui le place dans un cadre intemporel contrairement aux précédents. Le principal est de savoir que le jeu s'inscrit dans un présent possible.
La campagne a subi l'influence de divers films de guerre tels que La Chute du faucon noir ou En territoire ennemi (d'ailleurs, tout comme Niko Bellic de Grand Theft Auto IV, le personnage de Victor Zakhaev semble être inspiré de Vladimir Machkov du film).

### Personnages
Le sergent John « Soap » MacTavish, un nouvel arrivant au 22e régiment du SAS est le protagoniste du jeu, et l'un des deux principaux personnages jouables. Ses deux supérieurs sont le capitaine Price, un personnage « récurrent » de la série] et Gaz, un londonien (qui fait bien entendre ses origines à travers son accent cockney dans la version originale). L'autre personnage jouable principal est le sergent Paul Jackson de la 1re Force Reconnaissance de l'USMC. Il est chaperonné par le lieutenant Vasquez, un grand hispanique et le sergent-chef Griggs, un afro-américain amateur de rap.
L'ennemi principal est Imran Zakhaev, dirigeant du parti ultranationaliste russe. Il a un fils, Victor Zakhaev, qui est le chef des forces ultranationalistes sur le terrain. Son homologue arabe et associé s'appelle Khaled Al-Asad, chef du mouvement anti-occidental au Moyen-Orient (appelé OPFOR, pour OPposition FORce dans la version originale).
Les alliés du joueur sont d'une part le sergent Kamarov des Spetsnaz, les forces spéciales des forces armées de la fédération de Russie, et l'informateur russe Nikolaï. Il existe une ressemblance entre le nom Kamarov et le pistolet soviétique d'après guerre Makarov (bien que dans Call of Duty : Modern Warfare 2, un personnage du nom de Makarov apparaisse).
Le joueur incarne aussi trois autres personnages à une seule occasion chacun : le président Yasir Al-Fulani pour « vivre » son exécution de manière subjective, un opérateur TV d'un AC-130 et le capitaine Price, 15 ans auparavant alors qu'il n'était que lieutenant incarné deux missions de suite accompagné du capitaine MacMillan, son supérieur écossais.
Une version féminine est disponible dans la version HD.

### Scénario

#### Prologue
Le sergent "Soap" MacTavish arrive à la base du 22e SAS à Hereford (Royaume-Uni), accueilli par Gaz et le capitaine Price. Après un entraînement rapide, l'escouade file au détroit de Béring pour intercepter un navire cargo. Ils y découvrent une arme nucléaire avec des inscriptions en arabe. Soudain, des avions de chasse attaquent le navire. L'équipe évacue in extremis avant qu'il ne coule. Au même moment au Moyen-Orient, le mouvement anti-occidental mené par Khaled Al-Asad procède à un coup d'état. Ce dernier exécute en personne l'ancien président Al-Fulani en présence de son homologue russe, Imran Zakhaev et son fils.

#### Acte I

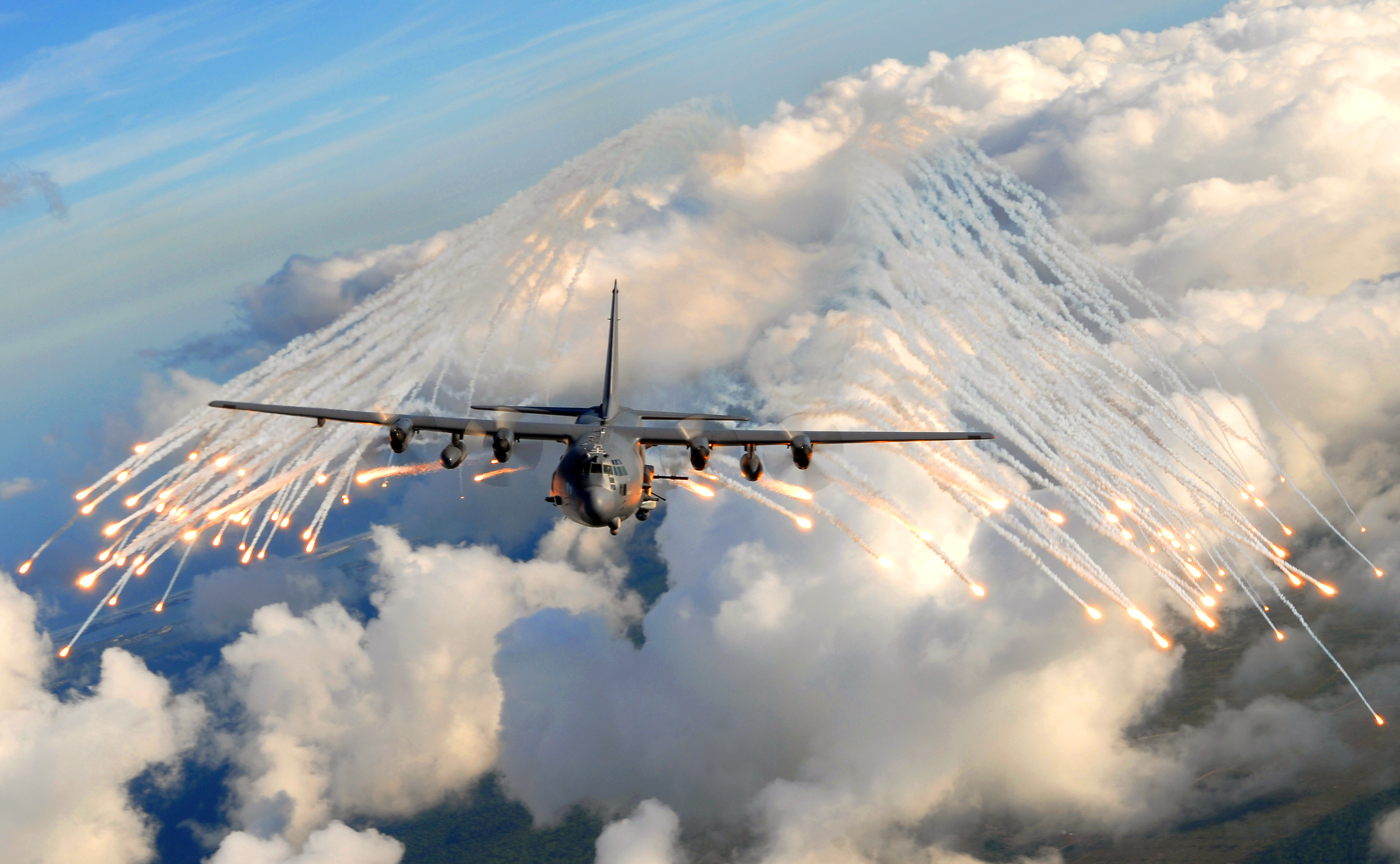
Un AC-130.

Après leur mission du cargo, l'équipe du capitaine Price se rend dans les montagnes caucasiennes pour récupérer Nikolaï, l'informateur du SAS dont la couverture a sauté. L'équipe y rejoint les loyalistes russes du sergent Kamarov. Ensemble, ils prennent d'assaut un village durant la nuit, mais Kamarov semble plus déterminé à éliminer les ultra-nationalistes que sauver leur informateur. Comme Gaz et Price semblent plutôt pressés, ils lui demandent violemment où est détenu Nikolaï. Il leur indique la maison située au Nord-Est du village. Après avoir traversé celui-ci, les SAS surprennent les occupants de la maison, profitant de l'obscurité, et libèrent leur informateur. Ils sont évacués en hélicoptère pour se rendre à Hambourg. Quelques heures plus tard, les Marines américains lancent leur intervention au Moyen-Orient par une invasion matinale par la Mer Rouge. L'équipe de Force Recon composée du Lt. Vasquez, du SSgt. Griggs et du Sgt. Jackson investit des emplacements présumés d'Al-Asad sur le littoral, Une armurerie et la chaîne de télévision locale, mais ceux-ci sont "vides". La nuit, les combats ne perdent pas de leur intensité. L'unité de Vasquez doit secourir un Char Abrams coincé dans un marais, nom de code "Sanglier". Ils parviennent à repousser l'attaque ennemie, appuyés d'un soutien aérien. Les SAS quant à eux sont abattus en cours de route au-dessus d'une zone rurale en Russie occidentale. Les survivants doivent échapper aux patrouilles ennemies qui les recherchent et rejoindre le point d'extraction. Ils obtiennent le soutien d'un AC-130 qui les accompagne. Le matin suivant, l'équipe de Vasquez accompagne un Char Abrams "Sanglier" de nouveau opérationnel à travers un quartier pour rejoindre le dernier assaut majeur contre Al-Assad, bénéficiant de l'appui du blindé. Ils participent ensuite à cette grande offensive sur la capitale, censé mener à la capture d'Al-Asad. Vasquez et son unité sont chargés d'affaiblir les troupes au sol, puis d'évacuer une unité de reconnaissance coincée derrière les lignes ennemies. On découvre cependant une tête nucléaire russe dans le palais d'Al-Assad qui pourrait exploser à tout moment. Tandis que les forces américaines évacuent la ville, un Cobra est touché et s'écrase. La pilote est encore vivante et l'équipe de Vasquez décide de la sauver. Au péril de sa vie, Jackson ramène la pilote au CH-46. Au moment de l'évacuation, la bombe explose et touche de plein fouet les hélicoptères dont celui où se trouvaient Vasquez et Jackson. Ce dernier, ayant survécu au crash, erre dans les rues de la ville avant de s'éteindre définitivement en regardant le nuage atomique.

#### Acte II

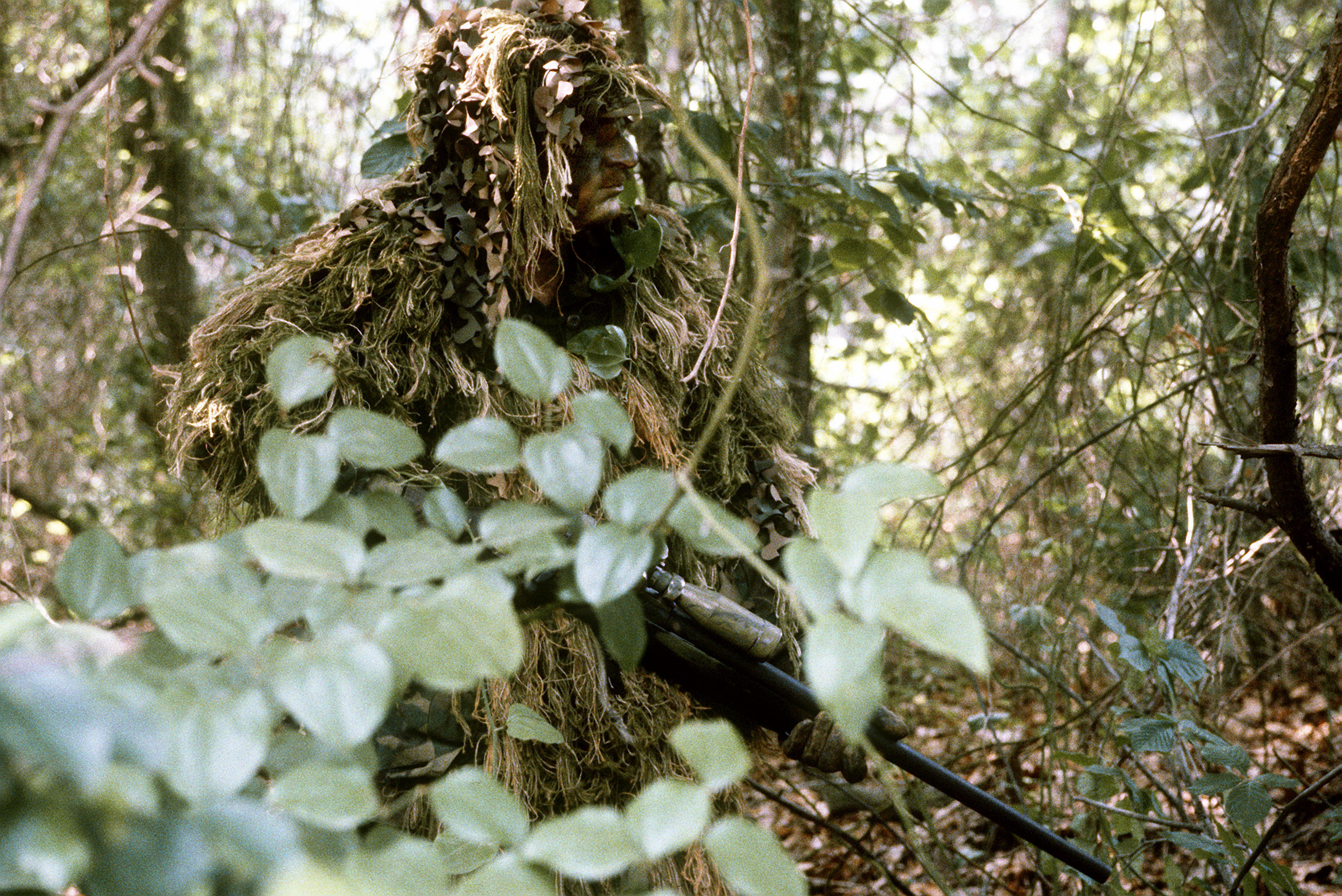
Ghillie suit (camouflage) similaire à ce que portaient Price et MacMillan lors de leur mission à Pripiat.

Après la bombe nucléaire, Nikolaï indique aux Britanniques une cachette d'Al-Asad en Azerbaïdjan. Ils y rejoignent un homme de Kamarov qui les guide à travers le village où les ultra-nationalistes massacrent ses habitants. Avec le soutien d'un hélicoptère Havoc, les SAS réussissent à capturer leur objectif. Pendant qu'il interroge brutalement Al-Asad, Price reçoit un appel sur le portable de son prisonnier. Après avoir coupé le téléphone, il l'exécute froidement. Il explique alors que son correspondant était Imran Zakhaev, chef des ultra-nationalistes qu'il a tenté d'assassiner alors qu'il n'était que lieutenant, 15 ans auparavant. Commence alors un flashback évoquant Price et son supérieur, le capitaine MacMillan opérant en stealth à Pripiat en Ukraine. Zakhaev venait de vendre du déchet radioactif. Il y avait perdu son bras gauche par un tir de Price, tandis que MacMillan avait été grièvement blessé, à la suite d'une collision entre lui et un hélicoptère. Ils purent finalement être évacués tous les deux. De retour aux événements actuels, au lever du jour, les ultra-nationalistes contre-attaquent. Les SAS préparent la défense en attendant l'arrivée de l'évacuation. Mais la ZA est trop chaude, et les Britanniques doivent descendre la colline. Ils la dévalent alors rapidement avec un soutien aérien de chasseurs. Griggs (qui n'a pas participé à l'opération de la capitale au Moyen-Orient) arrive avec d'autres Marines en hélicoptère pour récupérer l'équipe de Price. Dès lors, les opérations se déroulent conjointement entre SAS et Force Recon. Leur première mission consiste à capturer Victor, le fils d'Imran Zakhaev. Avec l'aide de Kamarov, ils prennent en embuscade un convoi d'ultra-nationalistes, mais Victor s'échappe. Les forces conjointes le poursuivent jusqu'au toit d'un immeuble. Victor ne peut plus fuir tandis que les commandos tentent de le capturer. Ne voulant trahir son père, Victor préfère se suicider.

#### Acte III

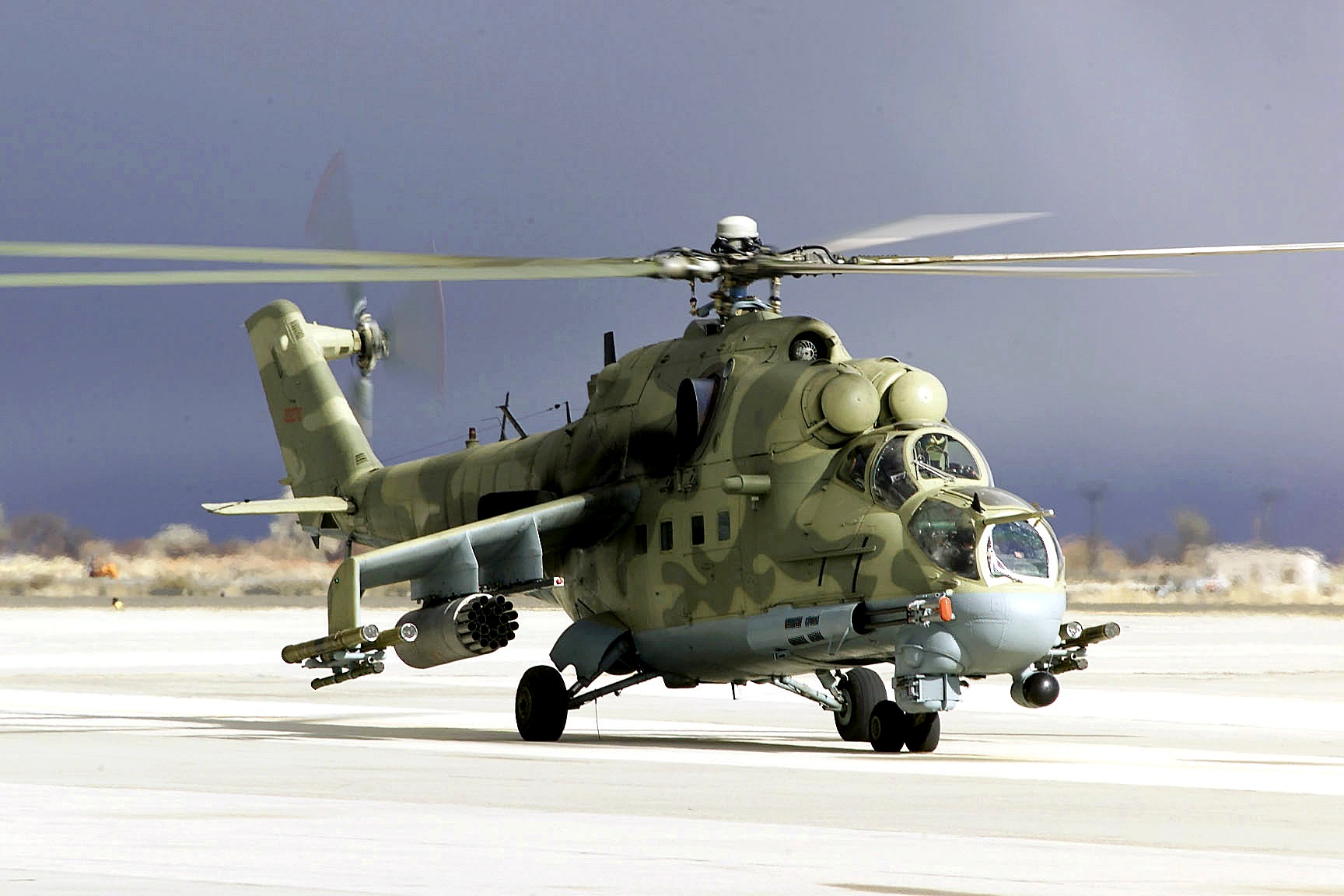
Mil Mi-24 « Hind », hélicoptère semblable à celui traquant Price et Soap dans la dernière mission.

Ceci provoque une réaction immédiate de son père, tenant pour responsables les américano-britanniques de la mort de son fils : il prend le contrôle d'une base de missiles stratégiques russe. Les SAS et les Marines interviennent. Après avoir été parachutés, ils arrivent devant l'entrée de la base, mais deux premiers missiles sont tirés en direction de la côte Est américaine. Les forces conjointes investissent rapidement la base. Price, Griggs et Soap parviennent à la salle de contrôle à temps. Grâce aux codes obtenus des russes, Soap réussit à détruire les missiles dans les airs. Ils voient cependant sur les caméras de surveillance que Zakhaev tente de fuir en hélicoptère. Ils partent alors à sa poursuite en jeep. En réalité, ce sont eux qui sont traqués par les renforts ennemis arrivés en masse. Un hélicoptère Hind détruit un pont alors que les jeeps s'y trouvent. Les SAS et Griggs se retrouvent bloqués et cernés par les troupes ennemies. Une citerne accidentée explose, blessant gravement Soap et ses coéquipiers. Griggs tente alors de mettre Soap à l'abri, mais le Marine meurt, une balle entre les deux yeux. Quelques secondes après, Zakhaev et deux soldats arrivent. Ils exécutent respectivement Gaz et deux autres SAS gisant au sol. Alors que Zakhaev s'avance vers Soap, le Hind est détruit par l'hélicoptère Havoc de l'unité de Kamarov. Ce moment de distraction permet à Price de lancer son pistolet à Soap dans un ultime effort. Il finit par éliminer les trois ultranationalistes. Le sergent Kamarov et ses hommes arrivent. Soap est secouru par évacuation sanitaire aérienne tandis qu'un soldat russe tente désespérément de sauver Price... On entend un journaliste annoncer la version officielle du gouvernement russe, à savoir un test de missiles, avant de poursuivre sur l'abandon des recherches du navire coulé au début du jeu.

#### Épilogue
Une escouade de SAS inconnue infiltre un avion de ligne en vol pour sauver un VIP. Ils doivent agir vite avant que les ultranationalistes ne déclenchent une bombe. Une fois la mission accomplie, l'un des agents saute avec l'otage et son collègue incarné par le joueur en fait de même, apparemment sans parachute... À la fin de la mission, une photo apparaît représentant Vasquez, Griggs, Price et Gaz avec en dessous une inscription en anglais : « Heart breakers and life takers, thanks for playing! Semper Fi » (en français : « Briseurs de cœur et preneurs de vies, merci d'avoir joué ! Toujours fidèle ») ; cette dernière citation latine étant la devise du corps des Marines des États-Unis. Il s'agit d'une mission bonus, n'ayant au premier abord aucun rapport similaire avec le scénario principal du jeu. Une supposition serait que l'on contrôle Soap, devenu fraîchement capitaine de l'équipe, puisqu'au début, et pendant la mission, on peut entendre sa voix, que l'on retrouvera dans les deux prochains opus de la série.

## Distribution
- Billy Murray (VF : Marc Alfos) : capitaine John Price
- Craig Fairbrass (VF : Emmanuel Karsen) : Gaz
- Sven Holmberg (VF : Bruno Magne) : Nikolai
- Mark Ivanir (VF : Christian Pelissier) : sergent Kamarov
- Mark Grigsby (VF : Gérard Dessalles) : sergent Griggs
- David Sobolov : lieutenant Vasquez
- Zach Hanks (VF : Serge Thiriet) : capitaine MacMillan
- Gabriel Al-Rajhi : Khaled Al-Asad
- Jordan Marder : Viktor Zakhaev
- Yevgeni Lazarev (VF : Serge Thiriet en 2007) (VF : Thierry Mercier en 2016): Imran Zakhaev

## Système du jeu

### Généralités
Le jeu met à la disposition du joueur tout un arsenal d'armes allant du pistolet au fusil à pompe en passant par les fusils de précisions, les fusils d'assaut, les mitrailleuses légères et les pistolets mitrailleurs. Le joueur possède aussi des grenades. De plus, il dispose de 2 sortes de grenades spéciales : aveuglante-étourdissante (grenade flash) et fumigène, un couteau et des lunettes de vision nocturne. Il a aussi la possibilité de demander un soutien aérien, d'appeler des hélicoptères ainsi que des drones de reconnaissance. Le joueur peut prendre des armes différentes (traînant par terre, posées sur une table...) dans le jeu, mais ne peut porter que deux armes. Enfin, il est possible de tirer à travers les murs selon leurs épaisseurs pour tuer des ennemis, cependant, les blessures infligées seront réduites.
Une fois de plus, le joueur se bat aux côtés de ses coéquipiers. Ceux-ci aident le joueur à tuer les ennemis, à sécuriser une pièce... Le joueur et les personnages peuvent prendre quatre positions différentes : debout, accroupi, allongé et en train porter un blessé. Ils peuvent également sauter.
Pour éviter les tirs ennemis, le joueur et les autres personnages doivent se protéger en se cachant derrière une couverture (murs, véhicules, objets...). Il n'y a pas de médicaments ou d'armures. Quand le joueur se fait tirer dessus, les bords de l'écran deviennent rouges et les battements de son cœur deviennent plus rapides. Si le joueur se cache des attaques ennemies suffisamment longtemps, sa jauge de santé revient à la normale. Lorsque le joueur est dans la zone d'explosion d'une grenade, un signe qui montre la direction de celle-ci apparaît pour permettre au joueur de s'échapper ou de la renvoyer. Le fait de ramasser une grenade lancée par un ennemi peut s'avérer assez dangereux, mais peut aussi se révéler divertissant quand l'ennemi est touché par sa propre grenade.
Même s'il y a de nombreuses innovations, le jeu reste dans la lignée des précédents opus en étant linéaire. Malgré tout, des effets participant à l'immersion comme les détails de l'environnement et la qualité sonore qui sont dignes d'un film de guerre permettent d'immerger le joueur dans l'action et dans la rudesse des combats. Il en oublie donc qu'il est enfermé dans un couloir comme dans la majorité des FPS.

### Multijoueur
Le mode multijoueur se compose de 16 cartes (20 depuis la version 1.6 du jeu) lors de la sortie du jeu et propose des affrontements dans de multiples modes de jeu.
| Modes de jeu             | Description | Score limite       |
| ------------------------ | --- | ------------------ |
| Match à mort par équipe  | Le joueur est accompagné de coéquipiers (pour une équipe totale de six ou neuf joueurs, selon le mode précis) et doit éliminer le plus d'ennemis possible pour gagner la partie.                                                                     | 750 à 3 000 points |
| Mêlée générale           | Dans ce mode, une dizaine de joueurs s'affrontent et sont indépendants. | 150 points         |
| Recherche et destruction | Le joueur doit soit défendre, soit détruire deux points à l'aide d'une bombe. Les poseurs de bombe doivent l'enclencher à un des deux emplacements tandis que les défenseurs ont pour mission de la désamorcer. Le joueur n'a qu'une vie par manche. | 4 points           |
| QG                       | Le but est de trouver et capturer le QG indiqué par le serveur le plus rapidement possible. Ensuite, il faut le défendre. À partir de ce moment-là, le joueur ne réapparaît plus tant que le QG n'a pas été détruit.                                 | 250 points         |
| Domination               | Le joueur doit capturer trois drapeaux (appelés Alpha, Bravo et Charlie (A, B et C)) et les conserver le plus longtemps possible. | 200 points         |
| Sabotage                 | Ici, la bombe est au milieu du terrain et le joueur doit la récupérer puis aller l'introduire sur la cible du camp adverse. | 1 point            |

À la fin de chaque partie, les joueurs reçoivent des points d'expérience pour les défis qu'ils ont réalisés. Ils en reçoivent aussi chaque fois qu'ils éliminent un ennemi. Ces points d'expérience permettent de monter en grade et ainsi avoir accès à de nouvelles armes, de nouveaux avantages, de nouveaux camouflages ou équipements qu'ils pourront utiliser. À partir du grade de caporal, le joueur peut personnaliser ses propres classes, avec l'arme principale, l'arme de poing, les grenades, et les atouts de combat de son choix.
Les atouts de combat sont très efficaces, par exemple, ils permettent d'avoir le temps de sortir son arme de poing avant de mourir (baroud d'honneur), d'avoir la faculté de recharger plus vite, dégoupiller une grenade en mourant (martyre), etc.
L'évolution du soldat peut être profitable, de soldat à général en passant par le statut de sergent, le joueur débloquera de différentes armes pour chaque classe de soldat (sniper, fusil à pompe, fusil-mitrailleur…)
Il existe aussi des possibilités spéciales lors de n'importe quelle partie multijoueur : tuer trois ennemis d'affilée et le joueur aura un drone (type radar) qui lui permettra de repérer la position des ennemis. Le joueur aura droit à un bombardement aérien sur l'emplacement de son choix sur la carte après cinq ennemis tués d'affilée. Et enfin en tuant sept ennemis d'affilée, le joueur aura un hélicoptère qui viendra l'assister.
Sur PC, le joueur peut également télécharger des « mods » de jeu gratuits (incluant armes, niveaux, interface, fonctions multiples), créés par les utilisateurs, jouables sur des niveaux créés eux aussi par les utilisateurs, ce qui donne au jeu beaucoup de possibilité de parties. On peut trouver des serveurs avec des fonctionnalités de Call of Duty: Modern Warfare 2 comme la killcam de victoire ou des bonus supplémentaires comme le prédator ou l'ac130 (même si ce n'est pas représenté pareil graphiquement), sur ces serveurs on trouve souvent des limites de scores différentes et même des 'prestiges'. Le plus populaire des « mods » étant le promod. Ce dernier est d'ailleurs utilisé lors des tournois de haut niveau sur PC, en Recherche et Destruction. De nombreux équipements y sont bannis (les killstreaks, les atouts, certaines armes), et un changement aussi au niveau des a été opéré[réf. nécessaire].

## Développement
Call of Duty 4 a été développé par une équipe de cent personnes durant un délai de deux ans. Après la commercialisation de Call of Duty 2, l'équipe d'Infinity Ward décide de changer de plan environnemental déjà exposé dans les précédents opus. Lors du développement du scénario pour Call of Duty 4, Infinity Ward choisi d'éviter les thèmes de guerres récurrents de la vie moderne et de garder celui de deux équipes opposées de forces égales. Pour donner un aspect plus réaliste au jeu, les développeurs ont participé à des exercices menées par les Marine Corps Air Ground Combat Center Twentynine Palms dans le désert de Californie. Ils ont ainsi pu réunir chaque détail des plans environnementaux ainsi que des émotions et de l'attitude des Marines en combat. Des vétérans ont également été engagés pour des séances de captures de mouvement et pour créer l'intelligence artificielle dans le jeu.
Les développeurs ont exposé des éléments, dans le mode multijoueur en-ligne, offrant une meilleure maniabilité pour les nouveaux arrivants et également pour les joueurs expérimentés. Les cartes ont été principalement créées pour les matchs à mort.

### Musiques
La plupart des musiques exposées dans Call of Duty 4: Modern Warfare ont été réalisées par le compositeur Britannique Stephen Barton, qui a également contribue aux musiques de film réalisées par Harry Gregson-Williams. Gregson-Williams a également composé le thème principal du jeu. De nombreuses musiques du jeu sont disponibles sur le site "7 Days of Modern Warfare" d'Infinity Ward, et quelques autres sur le site officiel de Barton. La musique de rap jouée durant le générique de fin a été réalisée par l'animateur de Call of Duty 4, Mark Grigsby.

### Suites
Modern Warfare devient rapidement une sous-franchise des jeux Call of Duty puisqu’une suite directe de l'épisode continuant l'histoire, chose qui n'était jamais arrivée auparavant dans la série, sort le 10 novembre 2009 sous le nom de Call of Duty: Modern Warfare 2 (bien qu’initialement, seul le titre Modern Warfare 2 devait paraître) ; le scénario se passe cinq ans après la fin du premier, soit en 2016.
Un troisième opus sort le 8 novembre 2011, clôturant la saga Modern Warfare ; bouclant la boucle, ce dernier volet permet de revoir d'anciens personnages de la série ou, le temps d'une mission, redécouvrir des scènes des deux premiers jeux.

### Version remasterisée
Une version remasterisée de Call of Duty: Modern Warfare, sortie le 3 novembre 2016, a été développée par le studio Raven Software. Cette version remasterisée a bénéficié d'amélioration visuelles et graphiques, les textures, les effets de lumière et d'ombres ont été retravaillés. Une restauration du son a aussi été effectuée. Le jeu est disponible sur les plateformes PS4, Xbox One et PC. Les avis concernant cette remasterisation sont assez mitigés, une partie des joueurs nostalgique de "l'époque" Call of Duty: Modern Warfare ont été satisfaits du jeu, mais une autre partie ont été déçus. Cette déception vient en partie du fait que le jeu soit disponible uniquement en achetant la version Legacy, comprenant Call of Duty: Infinite Warfare, qui n'a pas fait l'unanimité auprès du public. Une partie des joueurs ne voulait effectivement qu'acheter Call of Duty: Modern Warfare remasterisée, et non Call of Duty Infinite Warfare.
Ceci fut possible 6 mois après quand le jeu est sorti sur son propre disque.

## Accueil

### Critiques
Modern Warfare a reçu de nombreux avis positifs. Le gameplay du jeu a été cité par les critiques, amenant « un nouveau niveau d'immersion et d'intensité que nous n'avions jamais vu auparavant ». GameSpot donne également un avis favorable au jeu Call of Duty 4: Modern Warfare, expliquant que « la forte qualité de l'environnement et ses options multijoueur terrifiants font de Call of Duty 4 un opus fantastique. »
Il a notamment été reproché à Call of Duty 4 d'être idéologiquement engagé, du moins d'assurer une propagande pro-occidentale, en jouant sur le cliché d'un conflit opposant les Américains et Britanniques "gentils" aux "méchants" issus du Moyen-Orient et des Balkans. Dinowan du site français Jeuxvideo.com attribue une note générale de 17 sur 20 et note « les excellents thèmes musicaux sont accompagnés d'effets de haute volée et d'un doublage très soigné ».

### Récompenses
Modern Warfare a reçu un grand nombre de récompenses en provenance des sites de publications et de jeux vidéo. GameSpot et GameTrailers donne au jeu la récompense des « Meilleurs Graphismes » à l'E3 2007 ainsi que la récompense du Meilleur Jeu de 2007 sur PlayStation 3,,. Le jeu vidéo gagne également en avis positifs sur GamePro et GameSpy ; il est classé comme le meilleur jeu vidéo 2007 de tous les temps et plus tard, le meilleur jeu de l'année,,,. Game Critics le nomme également "Meilleur Jeu d'Action". D'autres récompenses ont été reçues par IGN, X-play et Spike Video Game Awards. Academy of Interactive Arts and Sciences attribue à Call of Duty 4 la récompense du meilleur jeu pour console de l'année, du meilleur jeu d'action de l'année et du meilleur jeu de l'année. British Academy Video Games Awards donne notamment à Call of Duty 4 la récompense du meilleur gameplay de l'année ainsi que de la meilleure histoire et des meilleurs personnages de l'année.

## Ventes
Fin janvier 2008, le titre se place selon Activision comme meilleure vente mondiale de l'année 2007 avec plus de 15 millions de jeux écoulés toutes plateformes confondues.
Le grand patron d'Activision, monsieur Mike Griffith, a annoncé avec un certain plaisir que Call of Duty 4 : Modern Warfare venait de passer le cap des 18 millions d'exemplaires vendus à travers le monde sur PC, PS3, Xbox 360, DS et Mac.

### Édition Réflexes
Call of Duty: Modern Warfare - Édition Réflexes (titre original : Call of Duty: Modern Warfare Reflex Edition) est un portage de Call of Duty 4: Modern Warfare sur Wii qui est sorti le 10 novembre 2009 en même temps que Modern Warfare 2 d'Infinity Ward, et Call of Duty: Modern Warfare: Mobilized de n-Space. Le jeu est édité par Activision Blizzard et développé par Treyarch.
D'après ce qu'il en a été montré au GamesCom 2009, le mode solo est semblable à celui de Call of Duty 4 et également au niveau du mode multijoueur sauf que le nombre maximum de joueurs a été limité à 10. Les contrôles sont personnalisables comme le jeu The Conduit. Il y a également un mode coopératif qui permet au deuxième joueur d'accompagner le premier joueur sur un même écran en tirant sur des ennemis avec un Wii Zapper ou une Wiimote (cependant il ne contrôlera pas ses mouvements). Le moteur graphique a été amélioré par rapport à World at War (sur Wii), les textures sont de plus hautes résolutions et les effets de particule tels que les explosions ont été améliorés. Le jeu n'inclut pas le Wii Speak.